# Janne Ahlin
Ulf Janne Ahlin, född 16 februari 1942 i Säffle, död 19 februari 2022 i Torekovs distrikt, var en svensk arkitekt. 
Ahlin, som var son till vaktmästare Gösta Ahlin och Gunhild Andersson, utexaminerades från Högre konstindustriella skolan vid Konstfackskolan 1968 och från Det Kongelige Danske Kunstakademi i Köpenhamn 1970. Han var anställd vid Lunds tekniska högskolas arkitektursektion 1977–1985, vid Cranbrook Academy of Art i Michigan 1983, bedrev egen arkitektverksamhet från 1975, blev professor i inredningsarkitektur vid Konstfackskolan 1986, professor i formlära vid Lunds tekniska högskola 1988 och dekanus för arkitektursektionen 1989. Han var medlem av Volvo Advisory Board on Architecture and Design 1988. Av hans arbeten kan nämnas Mariakyrkan i Växjö och folkparken i Lund. Han höll nationella och internationella utställningar samt författade skrifter i arkitektur, bland annat monografin Sigurd Lewerentz, arkitekt (1985).